# Paróquia Nossa Senhora do Brasil
A Paróquia Nossa Senhora do Brasil é uma tradicional igreja da zona oeste de São Paulo, Brasil. Localizada na Praça Nossa Senhora do Brasil, é um ponto de referência do bairro Jardim América. A atual paróquia foi construída em 1940.
O projeto criativo e sua realização é do artista modernista  Antônio Paim Vieira, que explorou linguagens diversas como pintura, azulejaria e vitrais, sendo responsável por toda sua decoração. 
A construção da igreja, em estilo neobarroco, posto sua construção ser do século XX e não no Brasil colonial. Sua aparência  remete a Igreja de São Francisco, na cidade mineira de Ouro Preto. Sua construção coube à firma de engenharia Tavares Pinheiro S.A., com projeto do arquiteto Bruno Simões Magro, tendo o engenheiro Brenno Tavares supervisionado a sua execução.
| “ | Seus magníficos painéis de pastilha cerâmica lembram a Igreja São Basílio de Moscou e a balaustrada de suas torres remetem aos minaretes muçulmanos. | ” |

A Igreja também é conhecida pela celebração de cerimonias de personalidades.

## Igreja Nossa Senhora do Brasil (São Paulo)

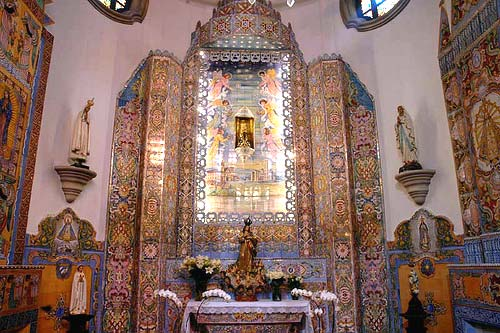
Altar das Virgens.

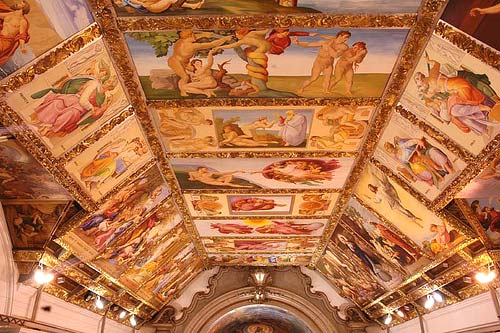
Teto da Igreja.

No aristocrático bairro do Jardim América, esquina da Avenida Brasil com a Rua Colômbia, ergue-se um dos mais elegantes templos de São Paulo. Inspirado nos templos coloniais mineiros, a Igreja Nossa Senhora do Brasil, é uma somatória de todos eles. O seu interior recorda belas igrejas de Portugal.
Seus magníficos painéis de pastilha cerâmica lembram a Igreja São Basílio de Moscou e a balaustrada de suas torres remetem aos minaretes muçulmanos.
No seu interior, admira-se o altar-mor de madeira entalhada que pertenceu à Igreja do Rosário, de Mogi das Cruzes, com data estimada de 1740, segundo o escritor francês Germain Bazin, na obra L'Architecture Religieuse Baroque au Brésil.

## A imagem
No nicho do altar-mor está a imagem de Nossa Senhora do Brasil, Virgem com feições índias, bastante formosa, tendo ao colo o Menino-Deus mestiço (de preto e branco) e ostentando cada um, ao peito, um coração. Estas imagens representam as três principais etnias formadoras de nossa nacionalidade.

## Construção da igreja
A paróquia do Jardim América, na cidade de São Paulo, foi criada em 1940 por D. José de Afonseca e Silva. Dois anos depois teve início a construção da igreja matriz por iniciativa do vigário que foi também deputado estadual e jornalista, Monsenhor João Batista de Carvalho.
A construção da igreja foi decidida em reunião no Banco Comercial do Estado de São Paulo. A comissão executiva era presidida pelo então deputado P. João Batista de Carvalho, tendo como secretário José Emmanuel Whitaker e por tesoureiro Alcides da Costa Vidigal. A Comissão de honra era integrada por figuras ilustres como o Dr. Cásper Líbero, o industrial Nadir Dias de Figueiredo, Dr.Gabriel Monteiro da Silva e outros. A comissão de senhoras reunia figuras da alta sociedade como Adelina Lara Bueno, Ester Cardoso de Almeida, Luisa de Assumpção Machado, Amélia Piza de Lara e outras.
O local foi cedido pela Prefeitura Municipal em área planejada para jardim pela Companhia City.
O projeto inicial da igreja, em estilo colonial brasileiro modernizado, era de autoria do engenheiro George Przirembel, integrante da comissão de honra. Mas o projeto que acabou sendo efetivamente executado é do arquiteto e professor Bruno Simões Magro, catedrático da Faculdade de Arquitetura e Urbanismo da Universidade de São Paulo.

## A obra
A execução da obra coube à empresa Tavares Pinheiro S.A. sob direção do engenheiro Brenno Tavares e os trabalhos se prolongaram por quatorze anos quando outra empresa especializada começou a bonita decoração interna.
A definição da decoração dos interiores coube inteiramente a Antônio Paim Vieira. Paim foi pintor e ceramista, atuante desde as primeiras décadas do século. O nacionalismo foi a característica marcante da temática e até da técnica que empregou. É sua a pintura do teto da capela-mor que mostra o céu estrelado como no dia de Natividade de Maria, festa da padroeira, celebrada no dia oito de setembro. Ao centro, a Virgem e o Menino estão cercados de representantes das diversas regiões brasileiras, vestidos de roupas típicas.
Ao inaugurar a Capela, em 1958, o renomado orador sacro Mons. Castro Nery disse: "Tu não és italiana, nem francesa, nem grega. És brasileira. Bem brasileira assim como teu moreno de cuia..." São famosas as Virgens flamengas, as de Rafael, Murilo e outros, cada qual expressiva de uma raça e de uma época. Hoje, seis vitrais internos e oito nas torres reproduzem quadros do grande artista. Iluminado à noite o belo conjunto de arquitetura religiosa impressiona os que passam pela região.

## Via Sacra e Escadório

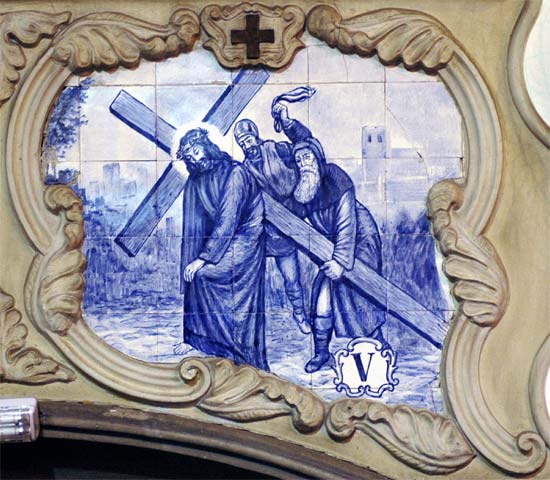
Via Sacra em azulejo na Igreja Nossa Senhora do Brasil em São Paulo

O detalhe dos azulejos da Via Sacra, pintados quadro por quadro, em tom azul e fundo branco, iguala ou supera a via sacra da Igreja de São João Maria Vianney, Lapa, Capital, desenhada por Benedito Calixto.
Como no Santuário de Bom Jesus de Matosinhos, em Congonhas do Campo, oito estátuas ornamentam o tablado abrangido pelo semicírculo formado pelos dois pórticos frontais: de São João Batista e Evangelista, Pedro e Paulo, Ana com Nossa Senhora Menina e José, Isabel e Joaquim. As estátuas foram esculpidas por professores da Faculdade de Belas Artes de São Paulo como Galvez, Orleani e Júlio Guerra. A de São Pedro é doação de José Ermírio de Moraes. Moldadas em cimento com estrutura de ferro compõem um conjunto harmonioso.

## Capela da Ordem de Malta
No interior da igreja encontra-se a Capela da Ordem de Malta. A Ordem dos Cavaleiros de Malta, de origem medieval, tratava de hospitais cristãos peregrinos da Terra Santa e defendia os lugares sagrados contra as incursões de muçulmanos.
Foi em 1113 que o Hospital de São João Batista de Jerusalém tornou-se Ordem Religiosa. Com a queda do último reduto na Terra Santa, a Ordem teve que deslocar-se para Chipre. Em 1310, os cavaleiros conquistaram Rodes. Tomada essa ilha pelos turcos, os cavaleiros receberam de Carlos V a ilha de Malta, como sede, donde o nome "Cavaleiros de Malta".
Hoje a Ordem conserva títulos e insígnias medievais, mas perdeu suas finalidades militares. Desenvolve obras socioeducativas em mais de 50 países.

## Altares do Santíssimo e das Virgens
O Pe. Afonso de Moraes Passos, além de construir a estrutura de aço no teto, de colocar o piso e de edificar o altar policrômico da Virgem Latino-americanas, edificou a primeira capela do Santíssimo no altar de São José. Seu sucessor, o Cônego Leme, deslocou o altar do Santíssimo para onde se encontra hoje, edificando para tanto o altar voltado para o povo. Ao Cônego Leme coube a decoração de toda a igreja com azulejos de Paim .

## Painéis do teto da igreja
O teto da igreja é decorado com reproduções de pinturas da Capela Sistina, no Vaticano, obras de extremo valor artístico e histórico.